# Mononucleòtid de flavina

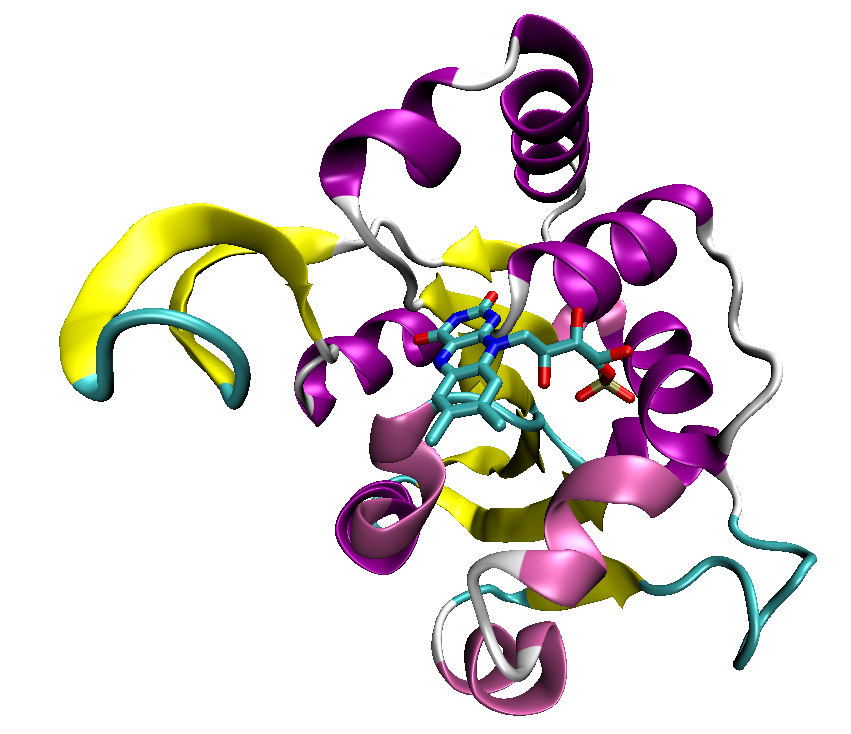
L'enzim peptidil-cisteina descarboxilasa, que té una molècula de FMN al centre de la seva estructura.

El mononucleòtid de flavina (FMN, sigles de l'anglès Flavin mononucleotide), o riboflavina-5'-fosfat, és un derivat de la riboflavina (vitamina B₂) que actua com coenzim de diverses oxidoreductases , inclosa la NADH deshidrogenasa, així com cofactor en fotoreceptors biològics de llum blava. Durant el cicle catalític es produeix la interconversió reversible entre la forma oxidada (FMN), semiquinona (FMNH•) i reduïda (FMNH₂) del coenzim.
El FMN és un agent oxidant més fort que el NAD+ i és particularment útil, ja que pot transferir un o dos electrons.
És la principal forma en què es troba la riboflavina en les cèl·lules i teixits biològics. En termes energètics és més costós de produir, però és més soluble que la riboflavina. A les cèl·lules, la FMN es produeix en circulació lliure, però també en diversos lligats de manera covalent.
S'utilitza com colorant alimentari sota el codi E101a.